# Кречман, Ханс-Йозеф
 Ханс-Йозеф Кречман (нем. Hans-Josef Kretschmann; 21 марта 1902 — после 1959) — немецкий футболист, легкоатлет, а также футбольный тренер.

## Карьера
Кречман был выходцем из Восточной Пруссии и в бытность свою игроком выступал за «Шарлоттенбург», «Теннис-Боруссию» и дуйсбургский «Пройссен». В 1926 году он на два года стал играющим тренером «Пройссена».
В 1932 году Кречман продолжил свою тренерскую карьеру в команде «Боттроп», и хотя сезон в Оберлиге «Нижний Рейн» клуб закончил на шестом месте, Кречман вывел его в только созданную Гаулигу. Во время нацистской диктатуры он также возглавлял «Бенрат», «Дрезднер» и «Йену». После войны он перешёл во франкфуртский «Рот-Вайсс».
В 1948 году Кречман принял руководство над клубом «Хольштайн», но в первый сезон из-за дисквалификации команда принимала участие лишь в кубковых соревнованиях и товарищеских играх. В 1950 году он принял предложение дортмундской «Боруссии», с которой начал работу в конце апреля. Однако ему не удалось повторить результат прошлого сезона жёлто-чёрных, то есть стать победителями Оберлиги «Запад», а итоговое третье место стало причиной для ухода Кречмана в «Вердер».
Далее он возглавлял «Байер 04», «Вольфсбург» и «Майнц 05», но неизменно занимал места лишь в середине турнирных таблиц, и в 1959 году Кречман завершил свою тренерскую деятельность.